# Raimondo Carnera
Raimondo Alberto Pietro Carnera (2. februar 1915 i København -2002) var en italiensk født dansk fægter, idrætsleder og fabrikant.
Carnera begyndte at fægte på Salles d'Armes Mahaut ved Rådhuspladsen i København hos den legendariske fægtetmester Leonce Mahaut. Kort forinden OL i 1952 blev han dansk statsborger, og han repræsenterede Danmark i disciplinerne sabel- og kårdefægtning ved legene i Helsinki. 
Sammenlagt vandt Carnera 67 danske mesterskaber, otte individuelt og 59 i holdkonkurrencer. Grundet sit italienske statsborgerskab kunne han i begyndelsen ikke deltage i DM-individuelt. Han blev nordisk mester otte gange. Frem for alt var Carnera meget aktiv som leder, blandt andet som delegationsleder ved VM og OL.
Carnera voksede op i København med sin italienske far Andrea Carnera og franske mor Ida Carnera. Hans fætter Primo Carnera blev professionel verdensmester i sværvægtsboksning i 1933-34. Raimondo Carnera boede i Italien 1927-1931.